# Maerua juncea
Maerua juncea är en kaprisväxtart. Maerua juncea ingår i släktet Maerua och familjen kaprisväxter.

## Underarter
Arten delas in i följande underarter:
- M. j. crustata
- M. j. juncea